# Sazhinita-(Ce)
La sazhinita-(Ce) és un mineral de la classe dels silicats que pertany al grup de la dalyita. Rep el nom per Nikolai Petrovich Sazhina (1898 - 1969), professor de metal·lúrgia i pioner en la indústria russa de les terres rares. El sufix "-(Ce)" es va afegir més tard per a indicar l'element dominant de terres rares.

## Característiques
La sazhinita-(Ce) és un silicat de fórmula química Na₃CeSi₆O₁₅·2H₂O Va ser aprovada com a espècie vàlida per l'Associació Mineralògica Internacional l'any 1973, sent publicada per primera vegada el 1974. La seva duresa a l'escala de Mohs és 2,5.
Segons la classificació de Nickel-Strunz, la sazhinita-(Ce) pertany a «09.EA: Fil·losilicats, amb xarxes senzilles de tetraedres amb 4-, 5-, (6-), i 8-enllaços» juntament amb els següents minerals: cuprorivaïta, gil·lespita, effenbergerita, wesselsita, ekanita, fluorapofil·lita-(K), hidroxiapofil·lita-(K), fluorapofil·lita-(Na), magadiïta, dalyita, davanita, sazhinita-(La), okenita, nekoïta, cavansita, pentagonita, penkvilksita, tumchaïta, nabesita, ajoïta, zeravshanita, bussyita-(Ce) i plumbofil·lita.

## Formació i jaciments
Va ser descoberta a la pegmatita Yubileinaya, situada al mont Karnasurt, al districte de Lovozero (óblast de Múrmansk, Rússia). També ha estat descrita a les pedreres d'Aris (Khomas, Namíbia), i a dues pedreres canadenques: la pedrera Poudrette, dins el municipi regional de comtat de La Vallée-du-Richelieu, i la pedrera Demix-Varennes, al municipi regional de comtat de Lajemmerais, totes dues a Montérégie (Quebec). Aquests indrets són els únics de tot el planeta on ha estat descrita aquesta espècie mineral.